# DB Woodside
David Bryan "D.B." Woodside (født 25. juli 1969 i Jamaica, Queens, New York) er en amerikansk skuespiller, bedst kendt for sine forskelligartede roller i tv.
Efter at have skadet sit knæ mens han spillede amerikansk fodbold på sin high schools hold, hørte Woodside dramaholdet fremføre en scene fra et skuespil, og blev interesseret. Dette førte til at Woodside begyndte skuespillet.
Woodside fik en rolle i den anden sæson af Alibi for Mord i 1996, hvor han spilllede Aaron Mosley. Efter serien blev droppet spillede han med som gæst i Forsvarerne, Snoops, The Division og Once and Again. Han medvirkede i filmen Romeo Must Die fra 2000 som Aaliyah's bror. I 1998 spillede Woodside Melvin Franklin, Motown bassanger i The Temptations. Han medvirkede i den sidste sæson af Interne Affærer som FBI-agenten Rod Benton.
Fra 2002 til 2003 medvirkede Woodside i 14 episoder af Buffy - Vampyrernes Skræks' sidste sæson, som rektor Robin Wood, Buffy's chef og søn af Slayer. Han fulgte dette op med efterfølgende at spille den pragmatiske Wayne Palmer, stabschef i det Hvide Hus og præsident David Palmers bror i tredje sæson af 24 Timer. Han vendte tilbage i femte sæson i episoderne 1–2 og 14–18. I sjette sæson spiller han en af hovedpersonerne – nemlig USA's næste præsident.